# Vincent Scheltiens

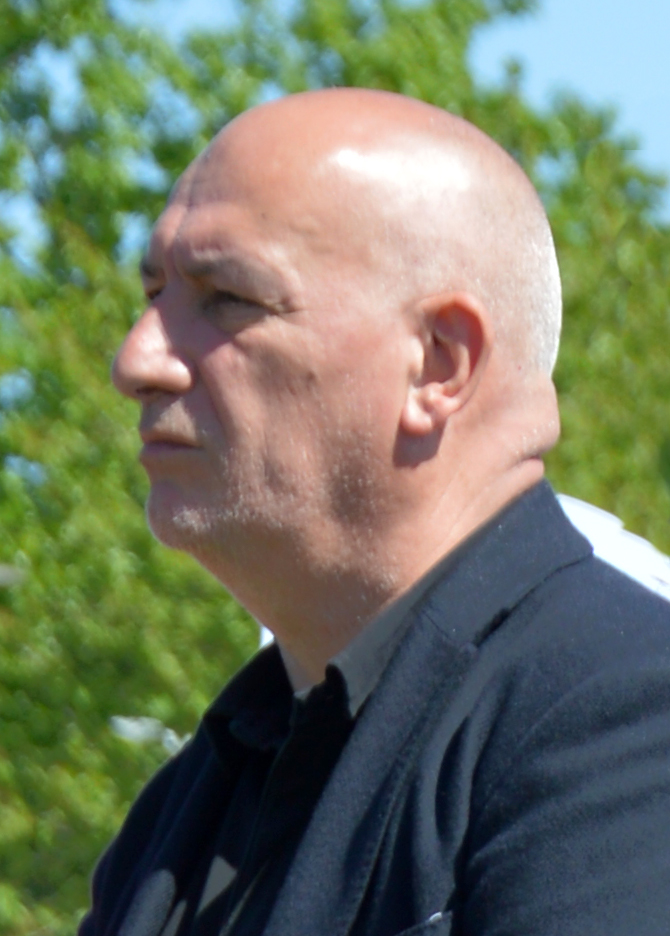
Vincent Scheltiens, 2022

Vincent Scheltiens (Mechelen, 3 oktober 1962) is een Belgisch historicus van Spaanse afkomst. Hij publiceert over nationalisme en nationale identiteitsconstructie, de politieke geschiedenis van België, de geschiedenis van de linkerzijde en de contemporaine geschiedenis van Spanje.

## Biografie
Hij groeide op in een gezin van Spaanse vluchtelingen en immigranten. Zijn vader was acht jaar toen hij tijdens de Spaanse Burgeroorlog samen met zijn broer en drie zussen als vluchtelingenkind naar België werd geëvacueerd. Zijn grootvader, een mijnwerker uit Noord-Spanje en socialistisch syndicalist, streed in de burgeroorlog aan de zijde van de wettelijke republikeinse regering tegen de militaire opstandelingen. Dat kostte hem vele jaren gevangenis onder de dictatuur van generaal Franco. In de jaren vijftig werd zijn vader door zijn Belgisch opvanggezin formeel geadopteerd en verwierf de familienaam Scheltiens.
Zijn grootvader langs moederszijde werd aan het einde van de burgeroorlog door franquisten geëxecuteerd en in een massagraf gedumpt toen zijn grootmoeder hoogzwanger was. Zijn moeder, afkomstig uit Galicië, kwam eind jaren vijftig naar België.
In 2017, tachtig jaar na het bombardement op het Baskische stadje Guernica, schreef Vincent Scheltiens een bijdrage in De Standaard over deze familiegeschiedenis en over de anti-franquistische sfeer waarin hij opgroeide.
Hij werd op jonge leeftijd actief in de trotskistische beweging en oefende verantwoordelijkheden en functies uit op nationaal en internationaal vlak. Rond de eeuwwisseling zette hij een punt achter dit politieke engagement. In 2016 blikte hij in het artikel 'Ernest Mandel en de moeilijke strijd tegen de vergankelijkheid' terug op het gedachtegoed van de voornaamste naoorlogse vertegenwoordiger van deze politieke stroming.
Vincent Scheltiens is gehuwd en heeft twee kinderen.

## Werk
Hij werkte in de social-profit sector in Franstalig België en Antwerpen, waar hij ook mede-organisator was van boekenbeurs en auteursfestival Het Andere Boek
Hij promoveerde aan de Universiteit Antwerpen op een proefschrift over de Vlaamse en Waalse identiteitsconstructie aan de hand van alteriteitsvertogen, een kruisbestuiving tussen geschiedenis, linguïstiek en politieke wetenschappen. Zijn masterscriptie behandelde breuk en continuïteit in het leven van War Van Overstraeten, oprichter en eerste parlementslid van de communistische partij in de jaren 1920 en animistisch, mystiek religieus geïnspireerd schilder vanaf de jaren 1930.
Hij was verbonden aan het Studie- en Documentatiecentrum Oorlog en Hedendaagse Maatschappij waar hij in 2010 werkte aan een internationaal onderzoeksproject 'Privacy en historisch onderzoek', toegespitst op politiearchieven van voormalige autoritaire staten in Europa in de 20ste eeuw en waar hij in 2015-2016 onderzoek voerde naar het leven van de joodse bevolking in Brussel tussen 1930 en 1950.
Als gastlector doceerde hij aan de Universiteit Antwerpen en aan de KU Leuven over politieke geschiedenis en instellingen van de nieuwste tijd, eigentijdse geschiedenis van Europa, heuristiek van de nieuwste tijd en andere methodologische vakken zoals geschiedenis en taal.
Daarnaast schrijft hij boeken en artikels en regelmatig ook opiniebijdragen in De Standaard, De Morgen, Apache, La Revue Nouvelle, Politique, revue belge d'analyse et de débat en andere media.
Als verwijzing naar zijn Spaanse afkomst en ode aan zijn vermoorde grootvader tekent hij soms met diens familienaam Ortigosa.

## Publicaties (selectie)
BOEKEN
- Extrème Droite: L'histoire ne se répète pas... de la même manière, Editions du Cerisier, Cuesmes, 2021. Avec Bruno Verlaeckt. EAN 9789461171122
- Extreemrechts. De geschiedenis herhaalt zich niet (op dezelfde manier). ASP, Brussel, 2021. Met Bruno Verlaeckt. ISBN 9789461171122
- Met dank aan de overkant. Een politieke geschiedenis van België. Polis, Antwerpen, 2017. ISBN 978-94-6310-165-3
- Alleen samen kan het anders. Fragmenten uit een eeuw Algemene Centrale ABVV Antwerpen-Waasland, Antwerpen, 2018. ISBN 978-90-9030947-7
- De sociaaldemocratie is doodziek. Pleidooi voor een herpolitisering van de politieke orde. ASP/VUBPress, Brussel, 2019. ISBN 978-9057188657

ARTIKELS
- ‘1938. Mechelse communisten voeren ononderbroken drie oorlogen’, in: Marnix Beyen e.a. (red.), Wereldgeschiedenis van Vlaanderen, Kalmthout, Polis, 2018, pp. 430-436
- ‘Spanish and Catalan nationalism and their relevance for Flanders”, in: Bruno De Wever, Isabelle Ferreras and Philippe Van Parijs, Multi-level Nationalism? The Catalan question and its lessons for Belgium and Europe, Rethinking Belgium E-Book, 20, June 2018, pp. 33-41
- ‘De zomer van 1917 in context, Wetenschappelijke Tijdingen, jg. 77, 3, 2018, pp. 197-211
- ‘Une infime minorité. Radicaal-links in België (1914-1921)’, Brood en Rozen, 2017/4, pp. 4-33
- 'Entre social-démocratie et marginalité. 100 ans de communisme dans les plats pays', Septentrion, 2017/4, pp. 39-45
- ‘Weten of vergeten? Historisch onderzoek in archieven van geheime diensten van voormalige dictaturen’,  Tijdschrift voor geschiedenis, 125 (2012), pp. 65-79
- ‘Vom Vlaams Blok zum Vlaams Belang. Analyse eines Problems, Erörterung von Gegenstrategien’, in: Peter Bathke en Susanne Spindler (eds.), Neoliberalismus und Rechtsextremismus in Europa. Zusammenhänge - Widersprüche – Gegenstrategien, Berlijn, Dietz Verlag, 2006, pp. 88-97
- ‘Revisionisme in de geschiedschrijving over de Spaanse Burgeroorlog. Het neofranquistisch offensief van Pío Moa’, Brood & Rozen, Tijdschrift voor de geschiedenis van sociale bewegingen, 3 (2005), pp. 27-39